# Non sei invitata al mio bat mitzvah
Non sei invitata al mio bat mitzvah (You Are So Not Invited to My Bat Mitzvah) è un film del 2023 diretto da Sammi Cohen e tratto dall'omonimo romanzo di Fiona Rosenbloom.

## Trama
Due migliori amiche, Stacy e Lydia, stanno preparando degli indimenticabili bat mitzvah quando drammi scolastici e un ragazzino popolare rischiano di far saltare tutto.

## Distribuzione
Il film è stato distribuito sulla piattaforma Netflix a partire dal 25 agosto 2023.